# Abschnittsbefestigung Unterwindach
Die kleine Abschnittsbefestigung Unterwindach (Gemarkung Unterwindach der Gemeinde Windach) liegt etwa 600 m südlich der Kapelle St. Ulrich (Eresing) auf einer bewaldeten Anhöhe im Landkreis Landsberg am Lech in Oberbayern. Das frei zugängliche Bodendenkmal könnte auf eine der zahlreichen frühmittelalterlichen (ungarnzeitlichen) Wehranlagen dieser Region zurückgehen.

## Beschreibung
Von der Kapelle St. Ulrich bei Eresing führt ein sanft ansteigender Forstweg hinauf auf die „Burgleiten“, einem markant aufsteigenden Höhenzug nördlich der Autobahn A 96. Etwa 200 Meter nordöstlich einer geräumigen Höhenkuppe wird ein tiefer liegender, länglicher Geländesporn durch drei bis zu fünf Meter hohe Querwälle gesichert.
Gegen Norden sind im Abstand von ca. 15 Metern zwei Abschnittswälle mit vorgelegten Gräben zu erkennen. Der Hauptwall läuft etwa 30 Meter gegen die Hangkante, der Vorwall ist nur etwa 15 Meter lang.
Ungefähr 60 Meter südlich wird ein weiterer Querwall von einem Innen- und einen tiefen Außengraben begleitet.
Die Ostflanke der kleinen Wehranlagen scheint stellenweise künstlich abgesteilt worden zu sein. Im Südwesten läuft unter der Hangkante eine schmale Berme, vielleicht der Rest eines Hanggrabens, der allerdings nicht nach Norden weitergeführt ist. Über dem Graben steigt die Böschung sehr steil an. Hier wurde der Südwall offenbar bogenförmig nach Norden weitergeführt, der Ausbau jedoch nach etwa 20 Metern eingestellt.
Der natürliche, etwa fünf bis sechs Meter hohe Hang der Westflanke wurde ebenfalls terrassenförmig abgesteilt und war wahrscheinlich durch Palisaden gesichert. Ein Randwall ist hier nicht feststellbar.
Eine genauere Untersuchung des Bodendenkmales wird durch den dichten Bewuchs erschwert. Die Wallzüge werden durch einen breiten Forstweg durchschnitten, der wohl die ursprünglichen Zugänge markiert.
Im Osten des Burgplateaus ist eine Grube zu erkennen, die vielleicht den Standort eines Holzgebäudes markiert, aber auch auf eine moderne Materialentnahme zurückgehen könnte.
Das Bayerische Landesamt für Denkmalpflege verzeichnet das Bodendenkmal als frühmittelalterlichen Ringwall unter der Denkmalnummer D-1-7932-0052. Tatsächlich ist der Burgplatz jedoch als Abschnittsbefestigung einzuordnen.

## Zeitstellung und Zweckbestimmung
Insgesamt macht die Anlage einen unfertigen Eindruck. Dies könnte auf eine ungarnzeitliche Zeitstellung hindeuten. Hierfür spricht auch die versteckte Lage in einigem Abstand zur nächsten Siedlung. Der Ausbau vergleichbarer Wehranlagen wurde gelegentlich nach der Schlacht auf dem Lechfeld (955) eingestellt, als die Ungarngefahr beseitigt war. Eine ganz ähnliche Abschnittsbefestigung liegt nur wenige Kilometer nordöstlich im „Burgholz“ bei Türkenfeld. Das gestaffelte Wallsystem der Nordseite und die Dimensionen der Wallgräben sind ein weiteres Indiz für eine ungarnzeitliche Datierung des Burgplatzes. Derartige Doppelwälle werden meist als Reiterannäherungshindernisse gedeutet, die wohl ursprünglich durch Dornenhecken oder Baumverhaue zusätzlich gesichert waren.
Eher ungewöhnlich ist die geringe Größe beider typologisch ähnlicher Wallanlagen, die wohl nur als reine Dorfschutzburgen konzipiert waren. Die Erdwerke einer wesentlich größeren frühmittelalterlichen Burg lassen sich nördlich von Unterfinning noch sehr gut im Gelände verfolgen. Diese Schanze wäre auch als Truppensammelplatz geeignet gewesen.

## Nachweise
1. ↑  Bayerisches Landesamt für Denkmalpflege: Eintragung (Memento vom 4. März 2016 im Internet Archive)

Koordinaten: 48° 4′ 30,4″ N, 11° 1′ 19,6″ O